# Etnolekt
Etnolekt, lingvistisk term. En etnolekt är ett talspråk som är knutet till en viss etnisk grupp. En etnolekt kan utvecklas när en etnisk grupp bor någonstans där de måste lära sig ett andraspråk. Etnolekten uppstår då när språkbrukarna blandar ord från sitt modersmål med andraspråket.